# Геро
Геро (яп. 下呂市 Гэро-си) — город в Японии, находящийся в префектуре Гифу. Площадь города составляет 851,06 км², население — 34 239 человек (1 июля 2014), плотность населения — 40,23 чел./км².

## Географическое положение
Город расположен на острове Хонсю в префектуре Гифу региона Тюбу. С ним граничат города Такаяма, Секи, Накацугава, Гудзё, посёлки Хитисо, Сиракава, Кисо и село Отаки.

## Население
Население города составляет 34 239 человек (1 июля 2014), а плотность — 40,23 чел./км². Изменение численности населения с 1980 по 2005 годы:
| 1980 | 42 581 чел. |  |
| 1985 | 42 147 чел. |  |
| 1990 | 41 576 чел. |  |
| 1995 | 41 029 чел. |  |
| 2000 | 40 102 чел. |  |
| 2005 | 38 494 чел. |  |

## Символика
Деревом города считается клён, цветком — Rhododendron indicum.